# Inuiți

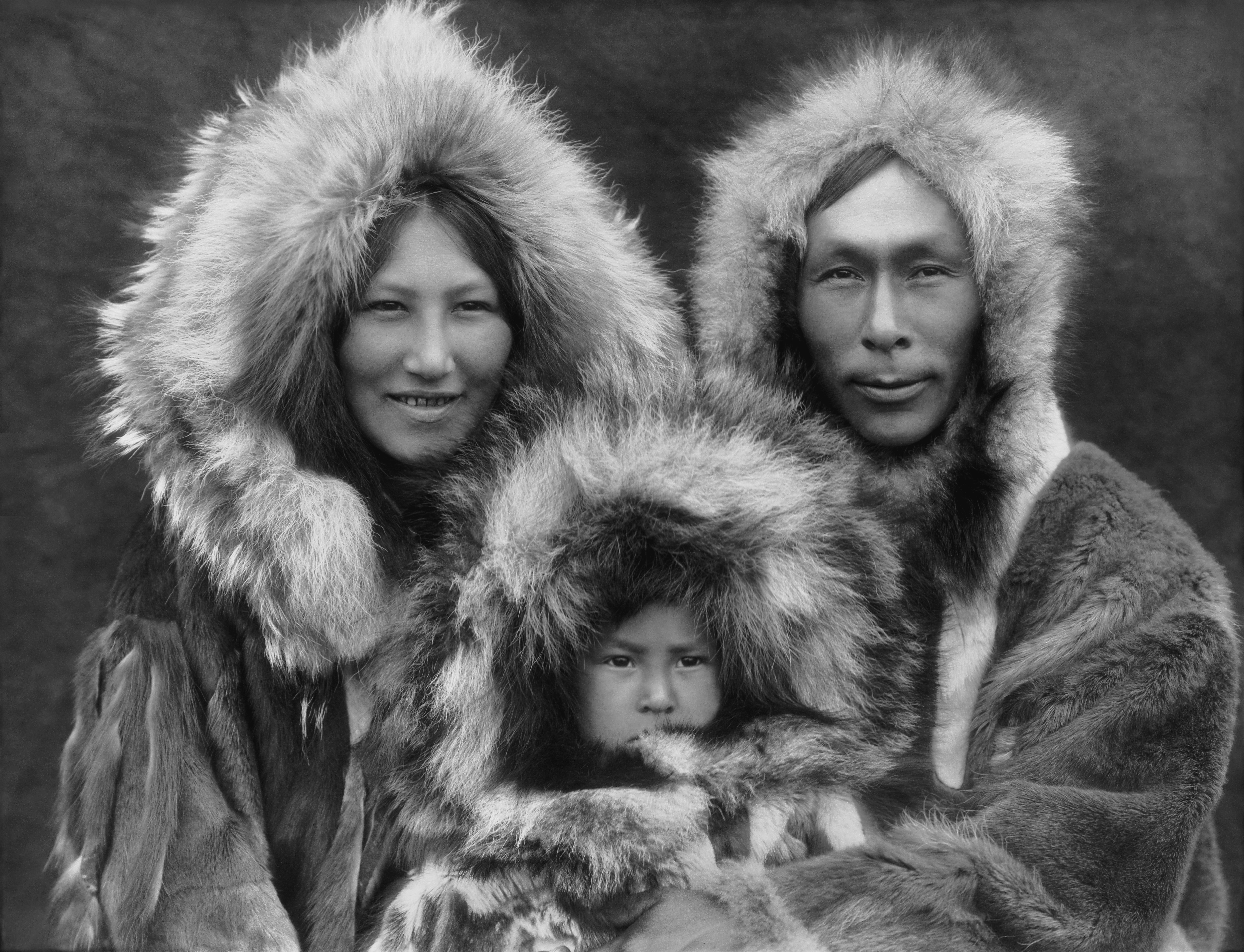
Familie de inuiți din Alaska, 1929

Inuiții sunt un popor autohton din regiunile arctice din America de Nord (Alaska, Teritoriile de Nord-Vest, Nunavut, Yukon, Nunavik (Quebec) și Nunatsiavut (Labrador)), precum și din Groenlanda.